# Nummer 1-hits in de Billboard Hot 100 in 2019
Deze hits stonden in 2019 op nummer 1 in de Billboard Hot 100, de bekendste Amerikaanse hitlijst.
| Nummer | Datum        | Artiest                       | Titel                           |
| ------ | ------------ | ----------------------------- | ------------------------------- |
| 1079   | 5 januari    | Ariana Grande                 | Thank u, next                   |
| 1081   | 12 januari   | Halsey                        | Without me                      |
| 1082   | 19 januari   | Post Malone & Swae Lee        | Sunflower                       |
| 1081   | 26 januari   | Halsey                        | Without me                      |
| 1083   | 2 februari   | Ariana Grande                 | 7 rings                         |
|        | 9 februari   | Ariana Grande                 | 7 rings                         |
|        | 16 februari  | Ariana Grande                 | 7 rings                         |
|        | 23 februari  | Ariana Grande                 | 7 rings                         |
|        | 2 maart      | Ariana Grande                 | 7 rings                         |
| 1084   | 9 maart      | Lady Gaga & Bradley Cooper    | Shallow                         |
| 1085   | 16 maart     | Jonas Brothers                | Sucker                          |
| 1083   | 23 maart     | Ariana Grande                 | 7 rings                         |
|        | 30 maart     | Ariana Grande                 | 7 rings                         |
|        | 6 april      | Ariana Grande                 | 7 rings                         |
| 1086   | 13 april     | Lil Nas X                     | Old town road                   |
|        | 20 april     | Lil Nas X & Billy Ray Cyrus   | Old town road                   |
|        | 27 april     | Lil Nas X & Billy Ray Cyrus   | Old town road                   |
|        | 4 mei        | Lil Nas X & Billy Ray Cyrus   | Old town road                   |
|        | 11 mei       | Lil Nas X & Billy Ray Cyrus   | Old town road                   |
|        | 18 mei       | Lil Nas X & Billy Ray Cyrus   | Old town road                   |
|        | 25 mei       | Lil Nas X & Billy Ray Cyrus   | Old town road                   |
|        | 1 juni       | Lil Nas X & Billy Ray Cyrus   | Old town road                   |
|        | 8 juni       | Lil Nas X & Billy Ray Cyrus   | Old town road                   |
|        | 15 juni      | Lil Nas X & Billy Ray Cyrus   | Old town road                   |
|        | 22 juni      | Lil Nas X & Billy Ray Cyrus   | Old town road                   |
|        | 29 juni      | Lil Nas X & Billy Ray Cyrus   | Old town road                   |
|        | 6 juli       | Lil Nas X & Billy Ray Cyrus   | Old town road                   |
|        | 13 juli      | Lil Nas X & Billy Ray Cyrus   | Old town road                   |
|        | 20 juli      | Lil Nas X & Billy Ray Cyrus   | Old town road                   |
|        | 27 juli      | Lil Nas X & Billy Ray Cyrus   | Old town road                   |
|        | 3 augustus   | Lil Nas X & Billy Ray Cyrus   | Old town road                   |
|        | 10 augustus  | Lil Nas X & Billy Ray Cyrus   | Old town road                   |
|        | 17 augustus  | Lil Nas X & Billy Ray Cyrus   | Old town road                   |
| 1087   | 24 augustus  | Billie Eilish                 | Bad guy                         |
| 1088   | 31 augustus  | Shawn Mendes & Camila Cabello | Señorita                        |
| 1089   | 7 september  | Lizzo                         | Truth hurts                     |
|        | 14 september | Lizzo                         | Truth hurts                     |
|        | 21 september | Lizzo                         | Truth hurts                     |
|        | 28 september | Lizzo                         | Truth hurts                     |
|        | 5 oktober    | Lizzo                         | Truth hurts                     |
|        | 12 oktober   | Lizzo                         | Truth hurts                     |
| 1090   | 19 oktober   | Travis Scott                  | Highest in the room             |
| 1089   | 26 oktober   | Lizzo                         | Truth hurts                     |
| 1091   | 2 november   | Lewis Capaldi                 | Someone you loved               |
| 1092   | 9 november   | Selena Gomez                  | Lose you to love me             |
| 1091   | 16 november  | Lewis Capaldi                 | Someone you loved               |
|        | 23 november  | Lewis Capaldi                 | Someone you loved               |
| 1093   | 30 november  | Post Malone                   | Circles                         |
|        | 7 december   | Post Malone                   | Circles                         |
| 1094   | 14 december  | The Weeknd                    | Heartless                       |
| 1095   | 21 december  | Mariah Carey                  | All I want for Christmas is you |
|        | 28 december  | Mariah Carey                  | All I want for Christmas is you |